# Alessio Di Basco
Alessio Di Basco (Vecchiano, 18 november 1964) is een voormalig Italiaans wielrenner. Zijn belangrijkste overwinningen heeft hij behaald in de Ronde van Italië en de Ronde van Spanje, maar hij heeft nooit in de Ronde van Frankrijk gereden.

## Belangrijkste overwinningen
1988
- 9e etappe Ronde van Italië
- 20e etappe Ronde van Italië

1992
- 1e etappe Ronde van Zwitserland

1994
- 15e etappe Ronde van Spanje

## Resultaten in voornaamste wedstrijden
| Jaar | Ronde van Italië | Ronde van Frankrijk | Ronde van Spanje |
| ---- | ---------------- | ------------------- | ---------------- |
| 1987 | 122e             |                     |                  |
| 1988 | 109e (1)         |                     |                  |
| 1989 | 138e             |                     |                  |
| 1990 | 163e             |                     |                  |
| 1992 | 120e             |                     |                  |
| 1994 | opgave           |                     | 112e (1)         |
| 1995 | opgave           |                     |                  |
| 1997 |                  |                     | 81e              |

| Jaar | Milaan-San Remo |
| ---- | --------------- |
| 1987 |                 |
| 1988 | 66e             |
| 1989 |                 |
| 1990 |                 |
| 1992 |                 |
| 1994 |                 |
| 1995 |                 |
| 1997 |                 |